# Prisdorf
Prisdorf (niederdeutsch: Prisdörp) ist eine Gemeinde im Südwesten Schleswig-Holsteins im Kreis Pinneberg, an der Landstraße 107 zwischen Pinneberg und Tornesch im größten zusammenhängenden Baumschulgebiet Europas gelegen.

## Geografie
Prisdorf liegt im zur Metropolregion Hamburg gehörenden Kreis Pinneberg, zwischen der Stadt Pinneberg und den Gemeinden Kummerfeld, Appen und Tornesch.

## Geschichte
Die erste urkundliche Nennung von Prisdorf datiert aus dem Jahre 1342 mit Villa Britzerdorpe. Der Peinerhof wurde erstmals urkundlich 1477 mit Peyne erwähnt. 1883 begann man mit der Regulierung der oberen Pinnau und kurze Zeit später mit der der Bilsbek, um der winterlichen Überschwemmungen in den Pinnau-Bilsbekniederungen Herr zu werden.

### Einwohnerentwicklung
Die Entwicklung der Einwohnerzahlen in den Jahren 1939 bis 1955 ist hauptsächlich auf die Aufnahme evakuierter Hamburger und Heimatvertriebener aus den Ostgebieten zurückzuführen. Im Rahmen der damals durchgeführten Umsiedlung entstand z. T. eine Entlastung für die Gemeinde, die sich auch in den Einwohnerzahlen widerspiegelt. Ab 1960 sind die ausgewiesenen Einwohnerzahlen jedoch als real anzusehen. Die Entwicklung von diesem Zeitpunkt ab ergibt sich aufgrund der Bautätigkeit in der Gemeinde, insbesondere hervorgerufen durch die Randlage zu Hamburg und Pinneberg.

### Verkehr
Prisdorf hat eine Bahnstation an der Strecke von Hamburg-Hbf. nach Kiel bzw. HH-Altona nach Westerland. Prisdorf ist, am nordwestlichen Ende, Teil des Großbereichs des Hamburger Verkehrsverbunds (HVV), erreichbar mit den Regionalbahnen RB 61 und RB 71.
Die Gemeinde Prisdorf ist die einzige Kommune im Kreis Pinneberg und eine der einwohnerstärksten Kommunen Deutschlands ohne Busanschluss. Lediglich bei Zugausfällen verkehrt ein Schienenersatzverkehr durch die Gemeinde.

## Politik

### Gemeindevertretung
Bei der Kommunalwahl am 14. Mai 2023 wurden insgesamt 16 Sitze vergeben. Von diesen erhielt die CDU sechs Sitze, Bürger bewegen Prisdorf erhielt vier Sitze und das Bündnis Zukunft Prisdorf und die SPD erhielten je drei Sitze.

### Wappen
Blasonierung: „Im Wellenschnitt geteilt von Silber und Rot. Oben eine rote heraldische Rose mit silbernen Kelchblättern und silbernem Butzen neben einem blauen Rad mit acht Speichen, unten das silberne holsteinische Nesselblatt.“

## Kultur und Sehenswürdigkeiten

### Naherholung
Die Südgrenze der Gemeinde Prisdorf bildet der Lauf der Pinnau, einem rechten Nebenfluss der Elbe. Dort liegt mit der Wasserfläche der Pinnau und deren Uferbereich ein Teil des europäischen NATURA 2000-Schutzgebietes FFH-Gebiet Schleswig-Holsteinisches Elbästuar und angrenzende Flächen. Im Süden der Gemeinde befindet sich ein Teil des Landschaftsschutzgebietes Mittlere Pinnau und im Norden Teile des Landschaftsschutzgebietes LSG des Kreises Pinneberg,